# بيركهولدرية زرعية
بيركهولدرية زرعية (الاسم العلمي: Burkholderia graminis) هي نوع من البكتيريا، سلبية الغرام، تتبع جنس البيركهولدرية.